# جفال (چالدران)
جغال (چالدران)، روستایی از توابع بخش مرکزی شهرستان چالدران در استان آذربایجان غربی ایران است.

## جمعیت
این روستا در دهستان ببه‌جیک قرار دارد و براساس سرشماری مرکز آمار ایران در سال ۱۳۸۵، جمعیت آن ۶۳ نفر (۱۴ خانوار) بوده‌است.شغل مردم این روستا دامپروری است و به زبان ترکی آذربایجانی صحبت میکنند.عدم رسیدگی و مشکلات اقتصادی باعث کوچ مردم این روستا به شهرهای اطراف و کاهش جمعیت آن شده است